# Шинобу Ота
Шинобу Ота (Гонохе, 28. децембар 1993) је јапански рвач грчко-римским стилом. На Олимпијским играма у Рио де Жанеиру 2016. освојио је сребрну медаљу у категорији до 59 kg. Са Азијских првенстава има сребро из 2014, и бронзу из 2015. Такође има бронзу са Светског јуниорског првенства из 2012.